# Paolina di Württemberg
Paolina di Württemberg (nome completo in tedesco: Pauline Therese Luise von Württemberg; Riga, 4 settembre 1800 – Stoccarda, 10 marzo 1873) fu regina di Württemberg.

## Biografia
Paolina era figlia di Ludovico Federico Alessandro di Württemberg e di Enrichetta di Nassau-Weilburg. Il padre era il fratello minore del re Federico I di Württemberg, generale dell'esercito russo grazie alla sorella Sofia Dorotea, moglie dello zar.
Il 15 aprile 1820 sposò il cugino Guglielmo, re di Württemberg. Paolina si dedicò attivamente ad opere di beneficenza e di carità. Infatti, per sua volontà, nacquero numerose fondazioni a scopo benefico.
Paolina trascorse gli ultimi anni della sua vita vivendo per lunghi periodi in Svizzera.

## Figli
Dal matrimonio con Guglielmo nacquero tre figli:
- Caterina Federica (1821 – 1898), andata sposa a Federico di Württemberg (1808 – 1870), madre del futuro re del Württemberg, Guglielmo II
- Carlo I (1823 – 1891), re del Württemberg dal 1864, sposò Ol'ga Nikolaevna Romanova (1822 - 1892), figlia dello zar Nicola I di Russia;
- Augusta (1826 – 1898), futura principessa di Sassonia-Weimar-Eisenach.

## Ascendenza
|                                              |                                            |                                                      | Genitori                                            |  |  | Nonni |  |  | Bisnonni                              |  |  | Trisnonni                                     |  |
|                                              |                                            |                                                      |                                                     |  |  |       |  |  | Carlo Alessandro, Duca di Württemberg |  |  | Federico Carlo, Duca di Württemberg-Winnental |  |
|                                              |                                            |                                                      |                                                     |  |  |       |  |  | Carlo Alessandro, Duca di Württemberg |  |  | Federico Carlo, Duca di Württemberg-Winnental |  |
|                                              |                                            | Eleonora Giuliana di Brandeburgo-Ansbach             |                                                     |  |  |       |  |  | Carlo Alessandro, Duca di Württemberg |  |  |                                               |  |
| Federico II Eugenio, Duca di Württemberg     |                                            |                                                      |                                                     |  |  |       |  |  | Carlo Alessandro, Duca di Württemberg |  |  |                                               |  |
|                                              |                                            | Maria Augusta di Thurn und Taxis                     | Anselmo Francesco, II Principe di Thurn und Taxis   |  |  |       |  |  |                                       |  |  |                                               |  |
|                                              |                                            | Maria Augusta di Thurn und Taxis                     | Anselmo Francesco, II Principe di Thurn und Taxis   |  |  |       |  |  |                                       |  |  |                                               |  |
|                                              |                                            | Maria Augusta di Thurn und Taxis                     | Maria Ludovica Anna di Lobkowicz                    |  |  |       |  |  |                                       |  |  |                                               |  |
| Luigi di Württemberg                         |                                            | Maria Augusta di Thurn und Taxis                     |                                                     |  |  |       |  |  |                                       |  |  |                                               |  |
|                                              |                                            | Federico Guglielmo, Margravio di Brandeburgo-Schwedt | Filippo Guglielmo, Margravio di Brandeburgo-Schwedt |  |  |       |  |  |                                       |  |  |                                               |  |
|                                              |                                            | Federico Guglielmo, Margravio di Brandeburgo-Schwedt | Filippo Guglielmo, Margravio di Brandeburgo-Schwedt |  |  |       |  |  |                                       |  |  |                                               |  |
|                                              |                                            | Federico Guglielmo, Margravio di Brandeburgo-Schwedt | Principessa Giovanna Carlotta di Anhalt-Dessau      |  |  |       |  |  |                                       |  |  |                                               |  |
| Federica Dorotea di Brandeburgo-Schwedt      |                                            | Federico Guglielmo, Margravio di Brandeburgo-Schwedt |                                                     |  |  |       |  |  |                                       |  |  |                                               |  |
|                                              |                                            | Sofia Dorotea di Prussia                             | Federico Guglielmo I di Prussia                     |  |  |       |  |  |                                       |  |  |                                               |  |
|                                              |                                            | Sofia Dorotea di Prussia                             | Federico Guglielmo I di Prussia                     |  |  |       |  |  |                                       |  |  |                                               |  |
|                                              |                                            | Sofia Dorotea di Prussia                             | Sofia Dorotea di Hannover                           |  |  |       |  |  |                                       |  |  |                                               |  |
| Duchessa Paolina di Württemberg              |                                            | Sofia Dorotea di Prussia                             |                                                     |  |  |       |  |  |                                       |  |  |                                               |  |
|                                              | Carlo Augusto, Principe di Nassau-Weilburg | Giovanni Ernesto, Conte di Nassau-Weilburg           |                                                     |  |  |       |  |  |                                       |  |  |                                               |  |
|                                              | Carlo Augusto, Principe di Nassau-Weilburg | Giovanni Ernesto, Conte di Nassau-Weilburg           |                                                     |  |  |       |  |  |                                       |  |  |                                               |  |
|                                              | Carlo Augusto, Principe di Nassau-Weilburg | Maria Polissena di Leiningen-Hartsburg               |                                                     |  |  |       |  |  |                                       |  |  |                                               |  |
| Carlo Cristiano, Principe di Nassau-Weilburg | Carlo Augusto, Principe di Nassau-Weilburg |                                                      |                                                     |  |  |       |  |  |                                       |  |  |                                               |  |
|                                              |                                            | Augusta Federica Guglielmina di Nassau-Idstein       | Giorgio Augusto, Conte di Nassau-Idstein            |  |  |       |  |  |                                       |  |  |                                               |  |
|                                              |                                            | Augusta Federica Guglielmina di Nassau-Idstein       | Giorgio Augusto, Conte di Nassau-Idstein            |  |  |       |  |  |                                       |  |  |                                               |  |
|                                              |                                            | Augusta Federica Guglielmina di Nassau-Idstein       | Enrichetta Dorotea di Oettingen-Oettingen           |  |  |       |  |  |                                       |  |  |                                               |  |
| Principessa Enrichetta di Nassau-Weilburg    |                                            | Augusta Federica Guglielmina di Nassau-Idstein       |                                                     |  |  |       |  |  |                                       |  |  |                                               |  |
|                                              |                                            | Guglielmo IV, Principe d'Orange                      | Giovanni Guglielmo Friso, Principe d'Orange         |  |  |       |  |  |                                       |  |  |                                               |  |
|                                              |                                            | Guglielmo IV, Principe d'Orange                      | Giovanni Guglielmo Friso, Principe d'Orange         |  |  |       |  |  |                                       |  |  |                                               |  |
|                                              |                                            | Guglielmo IV, Principe d'Orange                      | Langravia Maria Luisa d'Assia-Kassel                |  |  |       |  |  |                                       |  |  |                                               |  |
| Principessa Carolina d'Orange-Nassau         |                                            | Guglielmo IV, Principe d'Orange                      |                                                     |  |  |       |  |  |                                       |  |  |                                               |  |
|                                              |                                            | Anna, Principessa Reale                              | Giorgio II di Gran Bretagna                         |  |  |       |  |  |                                       |  |  |                                               |  |
|                                              |                                            | Anna, Principessa Reale                              | Giorgio II di Gran Bretagna                         |  |  |       |  |  |                                       |  |  |                                               |  |
|                                              |                                            | Anna, Principessa Reale                              | Carolina di Ansbach                                 |  |  |       |  |  |                                       |  |  |                                               |  |
|                                              |                                            | Anna, Principessa Reale                              |                                                     |  |  |       |  |  |                                       |  |  |                                               |  |